# Ouragan Edith (1971)
L’ouragan Edith est l’ouragan le plus puissant de la saison cyclonique 1971 dans l'océan Atlantique. C'est un ouragan de catégorie 5 sur l'Échelle de Saffir-Simpson. Il s'est formé le 5 septembre 1971 et se dissipe le 18 septembre 1971. La pression est de 943 hPa, les vents peuvent souffler jusque 260 km/h.